# Mopsus mormon
Mopsus mormon är en spindelart som beskrevs av Karsch 1878. Mopsus mormon ingår i släktet Mopsus och familjen hoppspindlar. Inga underarter finns listade i Catalogue of Life.